# Hipponicidae
Hipponicidae is een familie van weekdieren uit de klasse van de Gastropoda (slakken).

## Geslachten
- Antisabia Wenz, 1940
- Cheilea Modeer, 1793
- Eoatlanta Cossmann, 1889 †
- Hipponix Defrance, 1819
- Leptonotis Conrad, 1866
- Malluvium Melvill, 1906
- Milicheilea Espinosa & Ortea, 2011
- Pilosabia Iredale, 1929
- Sabia Gray, 1840